# 堀川駅
堀川駅（ほりかわえき）は、熊本県熊本市北区八景水谷一丁目にある熊本電気鉄道菊池線の駅。駅番号はKD12。

## 歴史
- 1913年（大正2年）8月26日 - 開業。
- 1979年（昭和54年）8月1日 - 貨物取り扱い廃止。
- 1984年（昭和59年）2月1日 - 鉄道小荷物取り扱い廃止。
- 1985年（昭和60年）5月1日 - 乗車券の発行廃止。整理券方式に移行。
- 1988年（昭和63年）4月11日 - 自動閉塞装置（電子符号照査式）導入に伴い無人化。出札業務のみ子会社の熊本電鉄観光に業務委託。
- 2015年（平成27年）4月1日 - 交通系ICカード「熊本地域振興ICカード（くまモンのIC CARD）」に対応[1]。
- 2019年（令和元年）10月1日 - 駅ナンバリング導入[2]。

## 駅構造

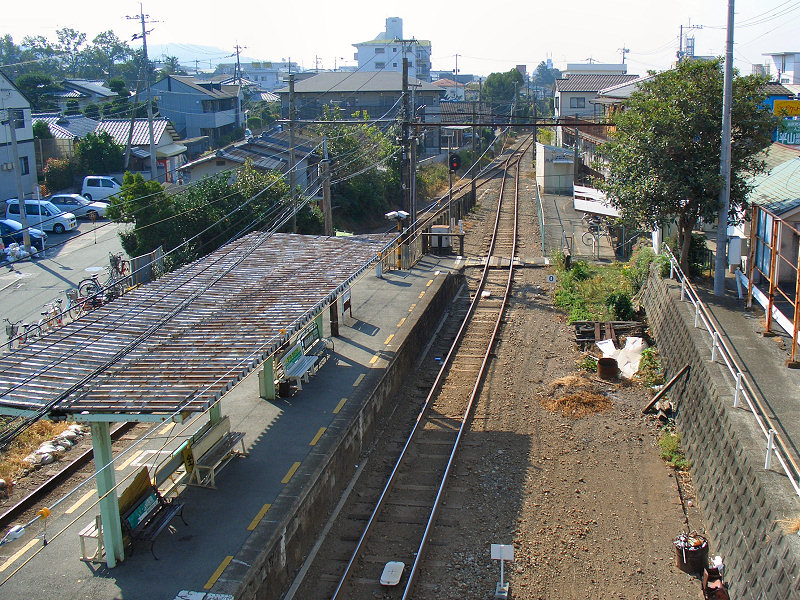
ホームと構内。右側の空き地がかつての留置線、奥の駐輪場が貨物側線の跡地である。

島式ホーム1面2線の地上駅。御代志 - 菊池間が存在していた1980年代前半までは藤崎宮前駅から当駅折り返しの定期列車が設定されており、留置線を使った車両留置や列車の夜間停泊も行われていた。現在もその名残で1番線御代志方面ホーム側より北熊本方面に折り返し運転が可能な構造になっている。そのほか1979年までは構内で貨物取り扱いも行われていたため、構内に数本の留置線や側線が敷かれていた。
熊本電鉄としては珍しく有人駅舎がある。駅員はいないため無人駅扱いだが、熊本電鉄観光の社員が駅舎内に常駐しており、駅の管理と定期券の販売を行っている。
ICカード読み取り機（入場機のみ）は、駅裏口からの利用者の利便性が考慮され、ホームに設置された。
- 営業時間
  - 平日 7:30 - 18:00
  - 土曜日 7:30 - 12:00
  - 休日 休み

### のりば
| のりば | 路線                  | 行先                         | 備考                         |
| ------ | --------------------- | ---------------------------- | ---------------------------- |
| 1      | ■菊池線               | 黒石・御代志方面             | 非常時は北熊本方面折り返し用 |
| 2      | ■菊池線（藤崎線直通） | 北熊本・藤崎宮前・上熊本方面 | 上熊本方面は北熊本で乗り換え |

## 利用状況
2014年度の一日当たりの乗車人員数は347人であった。
| 年度   | 1日平均 乗車人員 | 1日平均 乗降人員 |
| ------ | ---------------- | ---------------- |
| 2012年 |                  | 576              |
| 2013年 |                  | 625              |
| 2014年 | 347              | 654              |
| 2015年 |                  | 658              |
| 2016年 |                  | 701              |
| 2017年 |                  | 701              |
| 2018年 |                  | 600              |

## 周辺
- 熊本市立城北小学校
- 熊本市立清水中学校
- 陸上自衛隊北熊本駐屯地
- 熊本機能病院
- 八景水谷公園
- 肥後銀行 堀川支店
- 熊本県道37号熊本菊鹿線
- 熊本県道49号熊本大津線

## 路線バス
以下の路線は全て 熊本電気鉄道（電鉄バス）による運行である。
- バス停留所は駅前の堀川バス停留所

| 系統                    | 行先                                                         | 備考                                                       |
| ----------------------- | ------------------------------------------------------------ | ---------------------------------------------------------- |
| 郊外方面                |                                                              |                                                            |
| C1-2・C1-3              | 菊池プラザ、菊池温泉                                         | 系統末尾「-2が菊池プラザ行き、-3が菊池温泉行き」となる。   |
| C5-2・C5-3              | 武蔵ヶ丘車庫、光の森駅（堀川、新地団地経由）                 | 系統末尾「-2が武蔵ヶ丘車庫行き、-3が光の森駅行き」となる。 |
| C5-4                    | 杉並台（堀川、新地団地、永江団地経由）                       |                                                            |
| C5-5・C5-6              | 下群、合志市役所（堀川、新地団地、泉ヶ丘団地経由）           | 系統末尾「-5が下群行き、-6が合志市役所行き」となる。       |
| C6-5                    | 下群（堀川、北高入口、楠団地、泉ヶ丘団地経由）               | 平日7時台1便のみ。                                         |
| 熊本市内方面 （駅舎側） |                                                              |                                                            |
| C1系統                  | 桜町BT、熊本駅前、蓮台寺入口（国道（市立必由館高校前）経由） |                                                            |
| C4系統・C5系統          | 桜町BT、熊本駅前、蓮台寺入口（三軒町経由）                   | C5-4とC5-5系統の一部は熊本駅前、蓮台寺入口行き             |

## 駅名の由来
江戸時代に白川から坪井川までの水路を開削した。この水路を堀川と言い、周辺を流れていたことによる。

## 隣の駅
熊本電気鉄道
■菊池線
八景水谷駅 （KD11）- 堀川駅（KD12） - 新須屋駅（KD13）